# Mońkawa
Mońkawa (biał. Монькава; ros. Моньково, Mońkowo) – wieś na Białorusi, w obwodzie witebskim, w rejonie orszańskim, w sielsowiecie Mieżawa, nad rzeką Adrou.